# Діерфілд (переписна місцевість, Массачусетс)
Діерфілд (англ. Deerfield) — переписна місцевість (CDP) в США, в окрузі Франклін штату Массачусетс. Населення — 479 осіб (2020).

## Географія
Діерфілд розташований за координатами 42°32′52″ пн. ш. 72°36′8″ зх. д. / 42.54778° пн. ш. 72.60222° зх. д. (42.547821, -72.602321).  За даними Бюро перепису населення США в 2010 році переписна місцевість мала площу 4,84 км², з яких 4,76 км² — суходіл та 0,08 км² — водойми.

## Демографія
Згідно з переписом 2010 року, у переписній місцевості мешкали 643 особи в 150 домогосподарствах у складі 105 родин. Густота населення становила 133 особи/км².  Було 173 помешкання (36/км²).
Расовий склад населення:
| - 91,8 % — білих - 2,5 % — азіатів - 1,7 % — чорних або афроамериканців |

До двох чи більше рас належало 3,7 %. Частка іспаномовних становила 4,4 % від усіх жителів.
За віковим діапазоном населення розподілялося таким чином: 26,6 % — особи молодші 18 років, 65,9 % — особи у віці 18—64 років, 7,5 % — особи у віці 65 років та старші. Медіана віку мешканця становила 42,1 року. На 100 осіб жіночої статі у переписній місцевості припадало 112,9 чоловіків;  на 100 жінок у віці від 18 років та старших — 100,0 чоловіків також старших 18 років.
Середній дохід на одне домашнє господарство  становив 147 562 долари США (медіана — 119 688), а середній дохід на одну сім'ю — 194 403 долари (медіана — 158 685). За межею бідності перебувало 7,7 % осіб, у тому числі 12,8 % дітей у віці до 18 років та 35,7 % осіб у віці 65 років та старших.
Цивільне працевлаштоване населення становило 510 осіб. Основні галузі зайнятості: освіта, охорона здоров'я та соціальна допомога — 68,2 %, оптова торгівля — 9,6 %, виробництво — 8,2 %.